# Fermentum
Il Fermentum è una pratica delle Chiese cristiane delle origini, con cui i vescovi affermavano la comunione tra di loro.
Nel II secolo i Papi inviavano l'eucaristia ad altri vescovi come una testimonianza dell'unità della fede, dando origine in questo modo all'espressione essere in comunione con gli altri, già considerata essenziale nella cristianità come si desume dagli scritti del secondo secolo di Sant'Ignazio di Antiochia e Sant'Ireneo.
Il vescovo ricevente consumava in seguito nella successiva celebrazione eucaristica la particola ricevuta, come segno della comunione tra le chiese. Il termine fermentum era probabilmente un riferimento all'eucaristia come lievito della vita cristiana, e come strumento tramite il quale i Cristiani diffusi nel mondo vengono uniti nell'unico Corpo di Cristo, come lievito del mondo.

## Fermentum: partecipazione presbiterale all'eucaristia episcopale
Ioannis Zizioulas e Octavian Bârlea dicono che solo a partire dalla metà del III secolo, si cominciò a concedere ai presbiteri la facoltà, prima riservata al vescovo, di celebrare l'eucaristia. Bârlea afferma che a Roma questo è avvenuto per la prima volta sotto papa Milziade (311–314), che concesse al presbitero di ogni titulus di celebrare la messa usando una parte dell'eucaristia del papa (il fermentum). Afferma pure che la prassi si è generalizzata al Concilio di Nicea I del 325.
Il termine fermentum è comunemente interpretato come riferimento al fatto che l'eucaristia alla quale partecipano i cristiani permea e unisce la Chiesa come il lievito la pasta. Jungmann considera più probabile l'idea che la particella dell'eucaristia episcopale ricevuta si mescolava come lievito con le specie eucaristiche della messa del presbitero.

## Fermentumesancta
Bisogna distinguere le tradizioni concernenti il fermentum da quelle riguardanti i sancta. Il fermentum, pane eucaristico che si invia altrove, indica l'identità dell'eucaristia nello spazio nonostante l'assenza di concelebrazione fisica; i sancta, pane eucaristico che si conserva da una celebrazione fino ad un'altra, indicano l'identità dell'eucaristia attraverso il tempo.